# أنذال (فلم 2006)
أنذال (الروسية: Сволочи) هو فيلم حرب روسي أنتج عام 2006، من إخراج فلاديمير منشوف.

## القصة
يحكي الفيلم الذي تقع أحداثه في الاتحاد السوفيتي خلال الحرب العالمية الثانية عام 1943 قصة أطفال مدانين بجرائم مختلفة، يتم زجهم بالسجن، ثم يتم نقلهم إلى منطقة جبلية نائية ليتم تدريبهم في مهمة حربية لتفجير مستودع نفط مجموعة ألمانية تدعى "Edelweiss"، ويقع المستودع في منطقة ما في جبال الكاربات.

## قائمة الممثلين
- أندري بانين
- أندري كراسكو
- سيرجي ريشينكوف
- فلاديمير أندرييف
- فلاديمير كاشبور

## جدل عن الفيلم
أثار الفيلم عند إطلاقه في روسيا جدلاً واسعةً لاعتباره دعاية مناهضة للسوفييت مدعومة من الدولة، كونه يظهر استغلال الأطفال في عمليات عسكرية تخريبية مميتة. بعد عرض الفيلم أدلى جهاز الأمن الفيدرالي الروسي بتصريح بين فيه أنه لا يوجد أي دليل لا في روسيا ولا كازاخستان على وجود مدارس مخربين للأطفال، كما لا يوجد أي أرشيف أو وثائق تبين إرسال مجموعات مخربين أطفال إلى مؤخرة الجيوش المعادية. على الرغم من أنهم ذكروا أن هناك وثائق أرشيفية تثبت استخدام الأطفال في أغراض التخريب من قبل قوات خاصة من ألمانيا النازية.
الحملة الإعلانية للفيلم أدعت أن قصة الفيلم مستوحاه من أحداث حقيقية، لاحقاً تراجعوا عن ذلك واعترف الكاتب والمخرج بأن أحداث الفيلم خيالية.
فاز الفيلم بجائزة MTV الروسية للأفلام، ورفض مخرج الفيلم فلاديمير منشوف تسلم الجائزة، وفي حفل توزيع الجوائز الذي كان يُعرض مباشرةً أخذ شهقة طويلة ونظر للأعلى وقال: لن أستلم جائزة لفيلم يسيئ لبلدي دعو «باميلا أندرسون» (مقدمة عروض مسائية) تفعل ذلك بدلاً مني. ثم استدار ورمى الظرف وخرج باتجاه الكواليس.

## روابط خارجية
- مقالات تستعمل روابط فنية بلا صلة مع ويكي بيانات